# BattleBots

BattleBots este o companie americană care organizează competiții între roboți. BattleBots este și numele emisiunii TV ce difuzează aceste lupte, precum și porecla roboților din competiție. Corporația BattleBots are sediul în Novato, California și găzduiește majoritatea competițiilor în San Francisco.
Bătăliile durează trei minute. În timpul unei confruntări doi roboți fac tot posibilul să distrugă oponentul folosind orice mijloace posibile.

## Clase de greutăți
Roboții din concursurile BattleBots au fost separați în patru categorii de greutăți. Limitele greutăților s-au schimbat puțin de-a lungul timpului. La ultimul concurs categoriile erau:
- Ușoară – 27 kilograme
- Medie – 54 kilograme
- Grea – 100 kilograme
- Super grea – 154 kilograme

## Personalități
- Jamie Hyneman și Adam Savage (creatorii lui Blendo), și Grant Imahara (creatorul lui Deadblow) din MythBusters
- Will Wright, creatorul SimCity și al altor jocuri, printre care și Spore, a participat cu mai mulți roboți din seria "Chiabot"
- Jay Leno a adus un nou tip de robot, "Chin Killa" — un robot ridicător. Chin Killa nu a fost în conformitate cu regulile competiției, concurând doar în câteva lupte speciale